# Władysław Pawlak (koszykarz)
Władysław Pawlak (ur. 27 czerwca 1932 w Moszczance, zm. 24 czerwca 1999 w Warszawie) – polski koszykarz, reprezentant kraju, pięciokrotny mistrz Polski, występujący na pozycji obrotowego (środkowego), po zakończeniu kariery zawodniczej trener koszykarski.

## Kariera sportowa

### Zawodnik
W I lidze debiutował w barwach Kolejarza Ostrów Wielkopolski w sezonie 1951/1952, występował w nim również w sezonie 1952/1953. Od 1953 był zawodnikiem Legii Warszawa, z którą odniósł swoje największe sukcesy, pięciokrotnie mistrzostwo Polski (1956, 1957, 1960, 1961, 1963). dwukrotnie wicemistrzostwo (1955 i 1958), brązowy medal mistrzostw Polski w 1962. 
W reprezentacji Polski seniorów wystąpił 113 razy w latach 1955-1961, zdobywając 859 punktów. Wystąpił m.in. czterokrotnie na mistrzostwach Europy (1955 - 5 miejsce, 1957 - 7 miejsce, 1959 - 6 miejsce, 1961 - 9 miejsce). Z występu na Igrzyskach Olimpijskich w Rzymie (1960) wyeliminowała go ciężka kontuzja w ostatniej fazie przygotowań.

### Kariera trenerska
Po zakończeniu kariery zawodniczej pracował w Legii jako trener młodzieży. W latach 1975–1981 był trenerem seniorskiej drużyny Legii, m.in. wprowadził ją do I ligi w 1978, a następnie w trzech kolejnych sezonach na najwyższym szczeblu rozgrywek (najwyższa pozycja - szósta w 1980).
Koszykarzami Legii Warszawa byli także jego syn Piotr i wnuk Jan.

## Osiągnięcia
Drużynowe
- Mistrz Polski (1956, 1957, 1960, 1961, 1963)
- Wicemistrz Polski (1955, 1958)
- Brązowy medalista mistrzostw Polski (1962)
- Finalista Pucharu Polski (1957, 1959)
- Uczestnik międzynarodowych rozgrywek Pucharu Europy Mistrzów Krajowych (1958, 1960–1962, 1963/1964 – TOP 8)

Reprezentacja
- Uczestnik:
  - mistrzostw Europy (1955 – 5. miejsce, 1957 – 7. miejsce, 1959 – 6. miejsce, 1961 – 9. miejsce)
  - meczu weteranów Polska vs Europa (1963)

Odznaczenia
- Zasłużony Mistrz Sportu